# Eupithecia incohata
Eupithecia incohata là một loài bướm đêm trong họ Geometridae.